# Arthur Brunhart

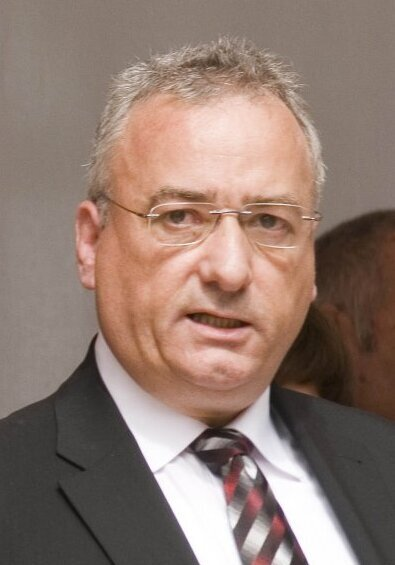
Arthur Brunhart, 2011

Arthur Brunhart (* 23. Januar 1952 in Balzers) ist ein liechtensteinischer Historiker und Politiker. Als Politiker war er von 2005 bis 2013 Abgeordneter im liechtensteinischen Landtag und von 2009 bis 2013 auch dessen Präsident.

## Biografie
Brunhart wuchs zusammen mit sieben Geschwistern in Balzers auf. Nach der Matura am Lyzeum Gutenberg in Balzers studierte er Geschichte und Ethnologie an den Universitäten Fribourg und Salzburg. Nach einer Tätigkeit als wissenschaftlicher Assistent am Lehrstuhl für Neuere Geschichte in Fribourg war er Studienstipendiat in Rom, Dublin, London und Paris und anschliessend Forschungsbeauftragter. 1999 schloss er berufsbegleitende Studien mit dem Managementdiplom Öffentliche Verwaltung und Non Profit Organisationen an der Hochschule Chur und 2003 mit dem Masterdiplom Museology an der Universität Basel ab. 1989 bis 2001 Chefredaktor, 2001 bis 2013 Gesamtprojektleiter und Vorsitzender der Redaktionskommission des Historischen Lexikons des Fürstentums Liechtenstein (publiziert 2013). 2001 bis 2011 wissenschaftlicher Mitarbeiter und stv. Direktor des 2003 neu eröffneten Liechtensteinischen Landesmuseums.
Brunhart vertrat von 2005 bis 2013 die Vaterländische Union im Landtag des Fürstentums Liechtenstein. Als Abgeordneter hatte er von 2005 bis 2009 den Vorsitz in der EWR-Kommission inne. Ab 2009 war er Delegationsleiter der Parlamentarier-Kommission Bodensee und Vorsitzender der Aussenpolitischen Kommission wie der Kommission zur Reform der Geschäftsordnung des Landtags. Bei den Gemeindewahlen 2011 wurde Arthur Brunhart zum Gemeindevorsteher seiner Heimatgemeinde Balzers gewählt. Bei der Landtagswahl 2013 wie bei den Gemeindewahlen 2015 verzichtete er auf eine erneute Kandidatur. Brunhart ist verwitwet und hat drei Töchter.
1983 Auszeichnung mit einem Wissenschaftspreis, 2013 Verleihung des Komturkreuzes mit Stern des Fürstlich Liechtensteinischen Verdienstordens. Neben anderen Vorstandstätigkeiten gehörte Brunhart dem Vorstand des Vereins für Geschichte des Bodensees und seiner Umgebung an, für den er von 1996 bis 2007 das Amt des Schriftführers versah, sowie der Internationalen Gesellschaft für historische Alpenforschung. Als Projektant, Chefredaktor und später als Gesamtprojektleiter und Vorsitzender der Redaktionskommission war er für die Planung und Erstellung des Historischen Lexikons des Fürstentums Liechtenstein zuständig.